# Миацина
Миацѝна (на италиански: Miazzina) е село и община в Северна Италия, провинция Вербано-Кузио-Осола, регион Пиемонт. Разположено е на 721 m надморска височина. Населението на общината е 418 души (към 2010 г.).